# The Doors (album)
The Doors je debutové album americké rockové skupiny The Doors. Bylo nahráno koncem léta 1966 a vydáno 4. ledna 1967. Tři dny před vydáním alba vyšel skupině první singl „Break On Through (To the Other Side)“. Album The Doors obsahovalo i píseň „Light My Fire“, která byla vůbec nejúspěšnější skladbou kapely. K albu ještě vyšel singl „The End“.

## Seznam skladeb
Pokud není uvedeno jinak, autoři všech písní jsou Jim Morrison, Robby Krieger, Ray Manzarek a John Densmore.
| Pořadí | Název                                | Autor                      | Délka |
| ------ | ------------------------------------ | -------------------------- | ----- |
| 1.     | Break on Through (To the Other Side) |                            | 2:30  |
| 2.     | Soul Kitchen                         |                            | 3:35  |
| 3.     | The Crystal Ship                     |                            | 2:34  |
| 4.     | Twentieth Century Fox                |                            | 2:33  |
| 5.     | Alabama Song (Whisky Bar)            | Bertolt Brecht, Kurt Weill | 3:20  |
| 6.     | Light My Fire                        |                            | 7:08  |
| 7.     | Back Door Man                        | Willie Dixon               | 3:34  |
| 8.     | I Looked at You                      |                            | 2:22  |
| 9.     | End of the Night                     |                            | 2:52  |
| 10.    | Take It as It Comes                  |                            | 2:18  |
| 11.    | The End                              |                            | 11:44 |

Vydání z roku 2006 navíc obsahovalo bonusové skladby:
1. „Moonlight Drive“ (nahráno 1966, verse 1)
2. „Moonlight Drive“ (nahráno 1966, verse 2)
3. „Indian Summer“ (nahráno 19. srpna 1966)